# Стари Бановци
Стари Бановци су насеље у Србији у општини Стара Пазова у Сремском округу. Налазе се у источном Срему, на десној обали Дунава, на територији општине Стара Пазова. Према попису из 2022. било је 5901 становника.
Овде се налази Српска православна црква Светог Николе у Старим Бановцима.

## Географија
Насеље је спојено са Новим Бановцима са којима чини једну целину, познату и као Бановци, који имају око 16.000 становника. Поред места пролази ауто-пут Е-75 који представља главну везу Бановаца и Београда, као и везу Бановаца и Новог Сада који је удаљен 60 km.
Кроз насеље пролази и регионални пут који повезује Бановце са Батајницом, Земуном, Београдом, Угриновцима, Добановцима, Сурчином као и регионални пут који повезује Бановце са подунавским селима Белегишом, Сурдуком, Новим и Старим Сланкаменом, Крчедином, Бешком, а потом са Сремским Карловцима и Новим Садом. Такође постоје и регионални путеви Бановци-Нова Пазова-Шимановци и Бановци-Стара Пазова-Инђија-Голубинци-Путинци-Рума-Сремска Митровица.

## Историја
У античка времена се код Старих Бановаца налазила римска тврђава Burgene. Село Бановци овде постоји од 16. века, а можда и дуже. На овом месту су се некада такође налазила села Дариновци и Туса, која више не постоје.
1566/1567. године Турци су извршили попис становништва који показује да су у Старим Бановцима тада већином живели Срби. 1734. године у селу је постојало 53 кућа, а до 1756. број је порастао до 211.
Почетком 1940, Дунав код С. Б. је био залеђен скоро два месеца, играчи СК "Дунав" су пред крај фебруара одиграли тренинг утакмицу на леду.
У Другом светском рату, Силе Осовине окупирале су Старе Бановце а Срем се нашао у оквиру тзв. НДХ. Тада је убијено 158 житеља, 52 отерано је у концентрациони логор Сајмиште, 38 послато је на принудни рад а 104 житеља били су ратни заробљеници.

## Демографија
У насељу Стари Бановци живи 4385 пунолетних становника, а просечна старост становништва износи 38,3 година (37,5 код мушкараца и 39,1 код жена). У насељу има 1692 домаћинства, а просечан број чланова по домаћинству је 3,24.
Ово насеље је великим делом насељено Србима (према попису из 2002. године), а у последња три пописа, примећен је пораст у броју становника.
|             | \| Демографија[2] \| Демографија[2] \| Демографија[2] \| \| Година \| Становника \| Становника \| \| -------------- \| -------------- \| -------------- \| \| 1948. \| 2.029 \| \| \| 1953. \| 2.074 \| \| \| 1961. \| 2.374 \| \| \| 1971. \| 2.829 \| \| \| 1981. \| 3.393 \| \| \| 1991. \| 4.033 \| 3.938 \| \| 2002. \| 5.488 \| 5.784 \| \| 2011. \| 5.954 \| \| |            |
| Демографија | |            |
| Година      | Становника | Становника |
| 1948.       | 2.029 |            |
| 1953.       | 2.074 |            |
| 1961.       | 2.374 |            |
| 1971.       | 2.829 |            |
| 1981.       | 3.393 |            |
| 1991.       | 4.033 | 3.938      |
| 2002.       | 5.488 | 5.784      |
| 2011.       | 5.954 |            |

| Етнички састав према попису из 2002.‍ | Етнички састав према попису из 2002.‍ | Етнички састав према попису из 2002.‍ | Етнички састав према попису из 2002.‍ | Етнички састав према попису из 2002.‍ |
| ------------------------------------ | ------------------------------------ | ------------------------------------ | ------------------------------------ | ------------------------------------ |
|                                      |                                      |                                      |                                      |                                      |
| Срби                                 | Срби                                 |                                      | 5.034                                | 91,72%                               |
| Роми                                 | Роми                                 |                                      | 144                                  | 2,62%                                |
| Хрвати                               | Хрвати                               |                                      | 27                                   | 0,49%                                |
| Југословени                          | Југословени                          |                                      | 25                                   | 0,45%                                |
| Црногорци                            | Црногорци                            |                                      | 14                                   | 0,25%                                |
| Македонци                            | Македонци                            |                                      | 9                                    | 0,16%                                |
| Немци                                | Немци                                |                                      | 7                                    | 0,12%                                |
| Украјинци                            | Украјинци                            |                                      | 6                                    | 0,10%                                |
| Словаци                              | Словаци                              |                                      | 6                                    | 0,10%                                |
| Мађари                               | Мађари                               |                                      | 6                                    | 0,10%                                |
| Муслимани                            | Муслимани                            |                                      | 5                                    | 0,09%                                |
| Словенци                             | Словенци                             |                                      | 1                                    | 0,01%                                |
| Бугари                               | Бугари                               |                                      | 1                                    | 0,01%                                |
| непознато                            | непознато                            |                                      | 93                                   | 1,69%                                |

| \| \| м \| \| \| ж \| \| ? \| 25 \| \| \| 28 \| \| 80+ \| 26 \| \| \| 65 \| \| 75—79 \| 47 \| \| \| 69 \| \| 70—74 \| 114 \| \| \| 133 \| \| 65—69 \| 118 \| \| \| 156 \| \| 60—64 \| 125 \| \| \| 129 \| \| 55—59 \| 137 \| \| \| 116 \| \| 50—54 \| 254 \| \| \| 240 \| \| 45—49 \| 245 \| \| \| 275 \| \| 40—44 \| 191 \| \| \| 193 \| \| 35—39 \| 139 \| \| \| 174 \| \| 30—34 \| 153 \| \| \| 144 \| \| 25—29 \| 248 \| \| \| 191 \| \| 20—24 \| 251 \| \| \| 237 \| \| 15—19 \| 193 \| \| \| 187 \| \| 10—14 \| 165 \| \| \| 164 \| \| 5—9 \| 126 \| \| \| 147 \| \| 0—4 \| 138 \| \| \| 145 \| \| Просек : \| 37,5 \| \| \| 39,1 \| |      |  |  |      |
| |      |  |  |      |
| | м    |  |  | ж    |
| ? | 25   |  |  | 28   |
| 80+ | 26   |  |  | 65   |
| 75—79 | 47   |  |  | 69   |
| 70—74 | 114  |  |  | 133  |
| 65—69 | 118  |  |  | 156  |
| 60—64 | 125  |  |  | 129  |
| 55—59 | 137  |  |  | 116  |
| 50—54 | 254  |  |  | 240  |
| 45—49 | 245  |  |  | 275  |
| 40—44 | 191  |  |  | 193  |
| 35—39 | 139  |  |  | 174  |
| 30—34 | 153  |  |  | 144  |
| 25—29 | 248  |  |  | 191  |
| 20—24 | 251  |  |  | 237  |
| 15—19 | 193  |  |  | 187  |
| 10—14 | 165  |  |  | 164  |
| 5—9 | 126  |  |  | 147  |
| 0—4 | 138  |  |  | 145  |
| Просек : | 37,5 |  |  | 39,1 |

| Година пописа     | 1948. | 1953. | 1961. | 1971. | 1981. | 1991. | 2002. |
| ----------------- | ----- | ----- | ----- | ----- | ----- | ----- | ----- |
| Број домаћинстава | 492   | 515   | 589   | 745   | 953   | 1.141 | 1.692 |

| Број чланова      | 1   | 2   | 3   | 4   | 5   | 6  | 7  | 8 | 9 | 10 и више | Просек |
| ----------------- | --- | --- | --- | --- | --- | -- | -- | - | - | --------- | ------ |
| Број домаћинстава | 221 | 376 | 355 | 428 | 192 | 85 | 23 | 5 | 5 | 2         | 3,24   |

| Пол    | Укупно | Неожењен/Неудата | Ожењен/Удата | Удовац/Удовица | Разведен/Разведена | Непознато |
| ------ | ------ | ---------------- | ------------ | -------------- | ------------------ | --------- |
| Мушки  | 2.266  | 721              | 1.393        | 86             | 59                 | 7         |
| Женски | 2.337  | 485              | 1.437        | 337            | 71                 | 7         |
| УКУПНО | 4.603  | 1.206            | 2.830        | 423            | 130                | 14        |

| Пол    | Укупно                    | Пољопривреда, лов и шумарство | Рибарство                            | Вађење руде и камена | Прерађивачка индустрија       |
| ------ | ------------------------- | ----------------------------- | ------------------------------------ | -------------------- | ----------------------------- |
| Мушки  | 1.045                     | 153                           | 2                                    | 4                    | 302                           |
| Женски | 704                       | 79                            | 0                                    | 3                    | 214                           |
| Укупно | 1.749                     | 232                           | 2                                    | 7                    | 516                           |
|        |                           |                               |                                      |                      |                               |
| Пол    | Производња и снабдевање   | Грађевинарство                | Трговина                             | Хотели и ресторани   | Саобраћај, складиштење и везе |
| Мушки  | 8                         | 114                           | 120                                  | 15                   | 90                            |
| Женски | 5                         | 9                             | 127                                  | 12                   | 16                            |
| Укупно | 13                        | 123                           | 247                                  | 27                   | 106                           |
|        |                           |                               |                                      |                      |                               |
| Пол    | Финансијско посредовање   | Некретнине                    | Државна управа и одбрана             | Образовање           | Здравствени и социјални рад   |
| Мушки  | 4                         | 28                            | 42                                   | 23                   | 10                            |
| Женски | 11                        | 22                            | 19                                   | 55                   | 54                            |
| Укупно | 15                        | 50                            | 61                                   | 78                   | 64                            |
|        |                           |                               |                                      |                      |                               |
| Пол    | Остале услужне активности | Приватна домаћинства          | Екстериторијалне организације и тела | Непознато            | Непознато                     |
| Мушки  | 18                        | 0                             | 0                                    | 112                  | 112                           |
| Женски | 20                        | 2                             | 0                                    | 56                   | 56                            |
| Укупно | 38                        | 2                             | 0                                    | 168                  | 168                           |

## Образовање
Школа у Бановцима постоји од половине 18. века, а могуће и нешто раније. Први писани документ у коме се спомиње потиче из 1751. године, а први учитељ чије се име зна Лазар Мијатовић забележен је 1758. године. О тада до данас Бановци су имали школу. У 18. и првој половини 19. века била је то српска вероисповедна школа са 30 до 50 ђака. У другој половини 19. века постала је дворазредна, а пред крај века троразредна. Због сталног повећања броја ђака школске 1910/1911. претворена је у четвороразредну. У току 1947/1948. била је Прогимназија, од 1949. до 1951. Непотпуна гимназија, а 1951. године постала је Осмолетка. Назив Основна школа „Слободан Савковић“ добила је 1962. године. Данас је то школа од 1. до 8. разреда.

## Галерија
- Унутрашњост православне цркве у Старим Бановцима
- Унутрашњост православне цркве у Старим Бановцима
- Спомен плоча са именима добротвора православне цркве у Старим Бановцима